# Gölstugugölen (Sunds socken, Östergötland)
Gölstugugölen är en sjö i Ydre kommun i Östergötland och ingår i Motala ströms huvudavrinningsområde.